# شارل العشي
شارل العشي (بالإنجليزية: Charles Elachi)‏، عالم فضاء لبناني-أمريكي. يشغل منصب مدير مختبر الدفع النفاث المسؤول عن تطوير تقنيات الاندفاع في الفضاء الخارجي للمركبات الفضائية في وكالة الفضاء الأميركية "ناسا"، ونائب رئيس معهد كاليفورنيا للتقنية، وهو بروفيسور الهندسة الكهربائية وعلوم الفلك فيها.

## نبذة
ولد شارل العشي في 18 نيسان 1947 في مدينة الرياق البقاعية في لبنان. وتلقى علومه في معهد الرسل في جونيه، ومنحه الرئيس شارل حلو عام 1964 منحة لإكمال دراساته العليا في فرنسا، فحاز على شهادة في الفيزياء من جامعة غرونوبل ودبلوم في الهندسة من البولتكنيك عام 1968. ثم انتقل إلى الولايات المتحدة فحاز على الماجستير ثم الدكتوراه في العلوم الكهربائية من معهد كاليفورنيا التكنولوجي عام 1971.

## أعماله
شغل عدة مناصب في "ناسا"، فكان المسؤول العام في عدة برامج أبحاث وتطوير مشاريع فضائية والمسؤول عن رحلات عدة للمكوك الفضائي (1981 ـ 1984 ـ 1994)، ومعاونا مسؤولا في برنامج المركبة «ماجلان» وهو قائد فريق تجارب مشروع «تيتان» ومعاون المسؤول عن مشروع «روزيتا» الفضائي. وله دراسات فاق عددها 230 تتعلق بالفضاء واستكشافات الأرض ومراقبتها من الفضاء الخارجي، والمايكروويف، ونظرية الكهرباء الممغنطة. ولعب دورا مميزا وبارزا خلال سنواته الثلاثين في مختبر الدفع النفاث في تطوير الرادار الفضائي، ما سمح بإطلاق مركبات ماسحة متطورة وتلقى عدة أوسمة دولية عن إنجازاته. وكان خلال التسعينات المسؤول عن تعريف وتطوير مركبات الفضاء الخارجي ومهمات محددة لاستكشاف النظام الشمسي، والمراقبة الفضائية والفيزياء النجمية. وفي أواخر التسعينات شارك في العديد من اللجان التي طورت خطط عمل (الناسا) لاستكشاف الأنظمة الشمسية المجاورة (1995) والمريخ (1998). وعيِّن في يناير (كانون الثاني) 2001 مديرا لمختبر الدفع النفاث ونائب رئيس «كالتك».

## الاتحادات المهنيّة
تمّ انتخاب شارل العشّي عضواً في الأكاديميّة الوطنيّة للهندسة (NAE) في سنة 1989 وكان عندها في سن الثانية والأربعين، وأصبح عام 1993 عضواً في اللجنة العقديّة الرابعة في نفس الأكاديميّة واستمرّ في هذا المنصب حتّى عام 1995 حين ترأّس لجنة أعضاء الأكاديميّة. خدم شارل العشّي في العديد من لجان الأكاديمية الوطنيّة للهندسة. تمّ انتخابه في عام 2007 كمستشارٍ للأكاديميّة لفترةٍ مدّتها ثلاث سنوات. وهو أيضاً عضوٌ في المجلس التنفيذي لنفس الأكاديميّة. العشّي أيضاً زميل في أكاديميّة كاليفورنيا للعلوم.
العشّي زميلٌ في معهد مهندسي الكهرباء والإلكترونيات (IEEE) والمعهد الأمريكي للملاحة الجويّة والفضائيّة (AIAA) وأكاديميّة كاليفورنيا للعلوم، وهو عضوٌ في الأكاديمية الدولية للملاحة الفضائية.

## أنشطة خارجيّة
يشغل العشي منصب رئيس مجلس حركة سانت إكزوبيري للابتكار في تولاوز، فرنسا، وهو عضو في المجلس الاستشاريّ لوكالة الإمارات العربيّة المتّحدة للفضاء، وعضو لجنة المختبرات الوطنيّة للطّاقة في الولايات المتحدة الأمريكيّة، وعضو في اللجنة الزائرة لقسم الملاحة الجوّيّة والفضائيّة في معهد ماستشوستس للتكنولوجيا، وهو الرئيس السابق والعضو الحالي في مجلس زوّار جامعة كاليفورنيا في ولاية لوس أنجيلوس الأمريكيّة، وهو أيضاً عضوٌ سابق في مجلس أمناء مستشفى هنتنغون في باسادينا بولاية كاليفورنيا، وهو الرئيس السابق وعضو مجلس أمناء الجامعة اللبنانيّة الأمريكيّة في نيويورك وبيروت، وهو عضو المجلس الاستشاريّ الدوليّ لجامعة الملك فهد للبترول والمعادن في المملكة العربيّة السعوديّة ((KFUPM، وعضو سابق في المجلس الاستشاري الدوليّ لجامعة الملك عبد الله للعلوم والتقنيّة في المملكة العربيّة السعوديّة (KAUST) وعضو في المجلس الاستشاري الدوليّ لجامعة عُمان. كان العشّي أيضاً عضواً في اللجنة الاستشاريّة لكلّيّة الهندسة بجامعة أريزونا وفي المجلس الاستشاري للاستشعار عن بعد في جامعة بوسطن.
ألقى العشّي محاضرات وخطب رئيسيّة في العديد من المؤتمرات العالميّة والجامعات داخل وخارج الولايات المتّحدة الأمريكيّة، بما في ذلك فعّاليات في أستراليا والنمسا والبرازيل والصين والدنمارك ومصر وإنكلترا وفرنسا وألمانيا واليونان وهولّندا واليابان والهند وإيرلندا وإيطاليا وكينيا وموناكو والمغرب وسنغافورة وسويسرا. كان أيضاً أحد المتحدّثين في يوم الخرّيجين في معهد كاليفورنيا للتكنولوجيا وفي فعّاليّة «محاضرات واتسون» في نفس المعهد بولاية كاليفورنيا الأمريكية.

## الجوائز والتقديرات
حاز شارل العشّي على العديد من الجوائز، بما في ذلك الميداليّة الذهبيّة لمدينة غرونوبل الفرنسية في عام 2018 ، وجائزة تشيمبرز لإنجازات العمر في عام 2016، وعلى جائزة منظّمة روتاري للإنجازات الفضائيّة 2016، وعلى الجائزة التذكارية لآلان دي. إيميل لعام 2016، وحاز في عام 2012 على شهادة دكتوراه فخريّة من الجامعة الأمريكيّة في بيروت، وعلى جائزة الخوذة الكريستالية من الكونغرس في عام 2012، وعلى جائزة افتتاح لجنة باسادينا للفنون والعلوم في نفس العام، وحصل في عام 2013 على دكتوراه فخريّة أخرى من الجامعة الأمريكيّة في بيروت، وعلى جائزة آرثر إم بيتش من الأكاديميّة الوطنيّة للهندسة في عام 2011، وعلى وسام جوقة الشرف بمرتبة فارس من فرنسا في نفس العام،  وعلى جائزة جيه إي هيل J.E. Hillلإنجازات العمر في مجال الفضاء من منظّمة الفضاء في عام 2011،  وعلى جائزة كارل ساغان من المعهد الأمريكي للملاحة الجوية والفضائية AIAA في نفس العام، وعلى الدكتوراه الفخريّة بالعلوم من كلية أوكسيدنتال بولاية كاليفورنيا في عام 2011، وحاز على جائزة مجتمع البحث العلمي وويليام بروكتر للإنجازات العلميّة في عام 2008، وعلى جائزة أجنحة ثيودور فون كارمان الدوليّة في عام 2007، وحصل على الجائزة الألماسيّة للجمعيّة الملكيّة في لندن عام 2006، وحصل على وسام الأرز من لبنان في نفس العام، وحصل عليه مرّة أخرى في عام 2012، وحاز على جائزة فيليب حبيب في الخدمة العامّة الممتازة في عام 2006، وعلى جائزة رحلات الفضاء من الجمعيّة الأمريكيّة للملاحة الفضائيّة في عام 2005.
اختارته ولاية لوس أنجليوس الأمريكيّة في عام 1988 «كأحد نجوم جنوب كاليفورنيا الصاعدة التي ستحدث فرقاً» 
وفي عام 1989 تمّ تغيير اسم الكويكب (Asteroid 1982 SU) إلى (العشّي 4116) تقديراً لإسهاماته في استكشاف الكواكب. وفي عام 2019 تمّت تسمية مركز مراقبة البعثة JPL المتوجّهة إلى المرّيخ نسبةً له.

## وصلات خارجية
- بالعربي - نص مقابلة مع شارل العشي
- Alex Markels, Guiding the Path to Mars
- موعد في المهجر مع شارل العشي - قناة الجزيرة